# Lázaro Cárdenas, Quintana Roo
Lázaro Cárdenas là một đô thị thuộc bang Quintana Roo, México. Năm 2005, dân số của đô thị này là 22357 người.